# Куулар, Доржу Сенгилович
Доржу Сенгилович Куулар (1 августа 1932 — 22 ноября 2007) — фольклорист, литературовед, критик, переводчик. Доктор филологических наук.

## Биография
Родился 1 августа 1932 года в селе Хондергей Дзун-Хемчикского хошуна Тувинской Народной Республики. Учился в Хондергейской начальной, Чаданской семилетней, Кызылской № 2 школах. Окончил Абаканский государственный педагогический институт, аспирантуру Института мировой литературы им. М. Горького Академии наук СССР. Защитил диссертацию по теме «Тувинский фольклор в контексте центрально-азиатской устно-поэтической традиции» в Институте монголоведения, буддологии и тибетологии СО РАН в г. Улан-Удэ (2000). Работал научным сотрудником в ТНИИЯЛИ, заведующим кафедрой тувинской филологии КГПИ, заведующим кафедрой тувинского фольклора и литературы ТывГУ. Исследовал фольклор, историю и теорию тувинской литературы. Сделал критические анализы произведений тувинских писателей. Преподавал тюркскую литературу и литературу Востока, составил программы для учебников тувинских школ. Написано 26 критических оценок по кандидатским и докторским диссертациям российских ученых.

## Творчество
Литературная деятельность началась с 1956 года. Выпустил издания «Ачыты Кезер-Мерген» (Благородный Гэсэр, 1963, 1993), «Тыва улустун тоолдары» (Тувинские народные сказки, 4-7 вып. 1957, 1959, 1960, 1963), «Тувинская поэзия», 1970, «Аас чогаалынын чыыкчыларынга дуза» (Пособие для собирателей фольклора, 1971), «Тоогу болгаш амгы уе» (История и современность, 1982)… К. Доржу является составителем многих сборников устного народного творчество: «Тыва тоолдар» (Тувинские сказки, 1957, 1960 в соавторстве с А. Калзаном, 1963), «Уругларга тоолдар» (Детские сказки, 1959), «Тывызыктар» (Загадки, 1958, в соавторстве с А.Калзаном). В соавторстве с Ч. Кууларом опубликовал сборник легенд, преданий «Кыс-Халыыр» (Девичья скала). Написал ряд предисловий и послесловий к некоторым сборникам тувинских сказок: «Тувинские народные сказки», 1971, «Демир-Шилги аъттыг Боралдай» (Боралдай с конем Бора-Шокар, 1983. Под его редакцией вышли в свет «Сказки Баазаная», 1980. Он является автором, составителем программ, учебных пособий и хрестоматий по тувинской литературе для 10-х и 11-х классов. Перевел «Синюю тетрадь» Э.Казакевича 1964, сборник рассказов якутских писателей «Жизнь на снежной земле», 1966. «Первый выстрел» В. Санги, 1967, «Здравствуй, Тува!» В.Ширяевой. Большой заслугой Д. Куулара является его участие в многотонном академическом издании «Истории советской многонациональной литературы». Был членом Союза писателей Республики Тыва (1993).
Умер 22 ноября 2007 года в Кызыле.

## Награды и звания
- Отличник народного образования РСФСР
- Заслуженный деятель науки Тувинской АССР
- медаль «За доблестный труд» (2002)
- медаль К. Д. Ушинского (1989)
- обладатель журналисткой премии «Агальматолитовое перо» (2001)
- медаль «100-летие со дня рождения М. А. Шолохова» (2005)
- внесен в книгу «Заслуженные люди Тувы XX века»
- признан «Человек года» в номинации «Наука»
- внесен в книгу «Заслуженные люди Тувы XX века»

## Основные работы
- «Тувинская поэзия», 1970
- «История и современность», 1982
- «Тувинские народные сказки», 1971
- «Сказки Баазаная», 1980